# Jean Macaigne
Jean Macaigne (* 10. Oktober 1904 in Paris; † 25. Juli 1995) war ein französischer Pionier der Luftfahrtindustrie.

## Leben und Wirken
Jean Macaigne schloss seine Ausbildung zum Telegraphisten am 23. August 1922 ab. Er war zuerst Offizier der französischen Marine und wechselte am 16. August 1927 zur Compagnie générale aéropostale, einem französischen Luftpostunternehmen, aus dem nach der Verstaatlichung im Jahre 1933 die Air France hervorging.
Er beteiligte sich am ersten Postdienst, dem PERONNE, im September 1927. Von 1929 bis 1932 war Aéropostale ein Sammelbecken der Stars der französischen Luftfahrtgeschichte: André Depecker, Henri Guillaumet, Raoul Mac Leod, Jean Mermoz, Georges Pivot, Marcel Reine, Antoine de Saint-Exupéry. 1933 wurde Jean Macaigne von der Air France nach Dakar als Inspektor mit dem Aufgabengebiet Afrika und Südatlantik versetzt.
1946 wurde er Ausbildungsleiter für Radarnavigation in Le Bourget. Im Oktober 1960 beendete er seine Flugtätigkeit. Er hatte 24.000 Flugstunden, davon 6.000 in der Nacht auf mehr als 26 verschiedenen Flugzeugtypen von der einmotorigen Laté 25 bis hin zur Boeing 707.
Er verfasste zahlreiche Artikel für Luftfahrtbegeisterte und schrieb mehrere Bücher, unter dem Pseudonym Jean Pierre DURET, und Le Courrier de l'Aventure, Mineurs du Ciel, Les Avisos de l'Aéropostale. Er war Commandeur de la Légion d'Honneur.